# Мишел Афлак
Мишел Афлак (ميشيل عفلق) е виден политик, съосновател на Арабската партия за социалистическо възраждане, известна още като Баас, и неин пръв идеолог. Идеалите на партията съчетават панарабизъм, арабски социализъм и национализъм.

## Биография
Роден е в Дамаск в православно християнско семейство. В началото на 1930-те години учи в Сорбоната в Париж. Заедно със Салах ал-Дин ал-Битар основава Баас през 1940-те години. През 1949 г. за кратко работи като министър на образованието в Сирия.
Заминава за Ливан през 1952 г., за да избяга от новия режим на полковник Адиб Шишакли. Връща се през 1954 г. През 1958 г. оказва влияние върху обединението на Сирия с Египет.
През 1963 г. сирийският клон на Баас взема властта в Сирия, но след свалянето му през 1966 г. Афлак бяга в Ливан и после в Бразилия. Накрая пристига в Ирак през 1968 г., където държавната власт е превзета от иракските последователи на Баас.
1. ↑  www.alarabiya.net